# Blasticorhinus monotonis
Blasticorhinus monotonis är en fjärilsart som beskrevs av Kardakoff 1928. Blasticorhinus monotonis ingår i släktet Blasticorhinus och familjen nattflyn. Inga underarter finns listade i Catalogue of Life.